# رفیق یونس المصری
رفیق یونس معروف به المصری (۲ جون ۱۹۴۲ دمشق ـ ۱۹ جولای ۲۰۲۱). اقتصاددان، فقیه و نویسنده برجستهٔ سوری بود که آثار متعددی در زمینهٔ اقتصاد اسلامی، فقه معاملات مالی و بانک‌داری بدون ربا منتشر کرد. او دکترای اقتصاد توسعه را از دانشگاه رن فرانسه دریافت کرد و سال‌ها در نهادهای دولتی سوریه، مراکز علمی جهان عرب و دانشگاه ملک عبدالعزیز عربستان به‌عنوان مدرس و پژوهشگر فعالیت داشت. مصری از اعضای فعال مجمع فقه اسلامی، سازمان کنفرانس اسلامی و انجمن بین‌المللی اقتصاد اسلامی بود و آثار علمی‌اش از مراجع معتبر در حوزه فقه اقتصادی به‌شمار می‌رود.

## زندگی و فعالیت
رفیق یونس مصری در پایتخت سوریه رشد کرد و در همان‌جا تحصیل نمود. او در سال ۱۹۷۵ میلادی دکترای تخصصی خود را در رشته اقتصاد توسعه از دانشگاه رِن فرانسه دریافت کرد. عنوان رساله دکترای او چنین بود: بانک توسعه اسلامی: تلاشی نو در زمینه ربا، بهره و بانک.
پیش از آن، در سال ۱۹۶۵ میلادی، مدرک کارشناسی خود را در رشته بازرگانی (گرایش حسابداری) از دانشکده بازرگانی دانشگاه دمشق گرفته بود. همچنین در سال ۱۹۷۰، موفق به اخذ گواهی‌نامه عملی زبان فرانسوی، درجه اول، از دانشگاه نیس فرانسه با درجه «خوب» شد و در همان سال، گواهی‌نامه مطالعات فرانسوی، درجه دوم، را نیز با رتبه «خوب» از همان دانشگاه دریافت کرد. وی همچنین در همان سال ۱۹۷۰، گواهی‌نامه عربی فصیح را از مؤسسه مطالعات اسلامی دانشگاه پاریس با نمره «خوب» اخذ کرد.
او در فاصله سال‌های ۱۹۶۱ تا ۱۹۶۶ در وزارت دارایی سوریه، ابتدا در بخش درآمد و سپس در صندوق بدهی عمومی فعالیت داشت. همچنین در وزارت تدارکات، در «مؤسسه عمومی مصرف‌کنندگان» به‌عنوان دبیر هیئت‌مدیره، عضو کمیته اداری، مدیرعامل، رئیس اداره حسابداری و رئیس کمیته تدوین نظام حسابداری مؤسسه (در سال ۱۹۶۶) مشغول به کار بود. پس‌ازآن، در بانک صنعتی، به‌عنوان معاون رئیس بخش حسابداری، سپس رئیس بخش تسهیلات و نیز رئیس بخش مطالعات و برنامه‌ریزی در مدیریت کل بانک از سال ۱۹۶۶ تا ۱۹۷۸ فعالیت کرد. از سال ۱۹۷۸ تا ۱۹۸۱ نیز در دفتر اقتصادی مشغول به کار بود.
وی از آغاز تأسیس، به‌عنوان کارشناس در مجمع فقه اسلامی و عضو سازمان کنفرانس اسلامی در جده حضور داشت. همچنین عضو انجمن بین‌المللی اقتصاد اسلامی در لندن بود و در کمیته علمی و کمیته تدوین برنامه درسی فعالیت داشت و با مجله مرکز تحقیقات همکاری می‌کرد؛ از جمله با داوری، مشاوره علمی، نگارش و انتشار مقالات، یادداشت‌ها، گفت‌وگوها، بررسی کتاب‌ها و ترجمه‌ها.
از سال ۱۹۸۱، به‌عنوان پژوهشگر در مرکز تحقیقات اقتصاد اسلامی دانشگاه ملک عبدالعزیز فعالیت داشت. او همچنین در سال‌های ۱۹۸۰ تا ۱۹۸۱ در مؤسسه بانکداری و مؤسسه رسانه‌ای دمشق، درس «اقتصاد سیاسی» ارائه کرد و از سال ۱۹۸۴ تا ۱۹۹۶ در دانشکده اقتصاد و مدیریت دانشگاه ملک عبدالعزیز به تدریس دروس: نظام اقتصادی اسلامی، اصول اقتصاد اسلامی، پول و بانک، توسعه اقتصادی، اقتصاد کلان و اقتصاد خرد پرداخت.

## آثار
- الإعجاز الاقتصادي للقرآن الكريم (اعجاز اقتصادی قرآن کریم)، ۲۰۰۵م.
- فقه المعاملات المالية، لطلبة كليات الاقتصاد والإدارة (فقه معاملات مالی، برای دانشجویان دانشکده‌های اقتصاد و مدیریت)، ۲۰۰۵م.
- أصول الاقتصاد الإسلامي (اصول اقتصاد اسلامی)، الطبعة الرابعة، ۲۰۰۵م.
- الجامع في أصول الربا (جامع اصول ربا)، الطبعة الثانية، ۲۰۰۱م.
- بيع التقسيط: تحليل فقهي واقتصادي (فروش اقساطی: تحلیلی فقهی و اقتصادی)، الطبعة الثانية، ۱۹۹۷م.
- الميسر والقمار، المسابقات والجوائز (قمار و بخت‌آزمایی، مسابقات و جوایز)، ۱۹۹۲م.
- علم الفرائض والمواريث: مدخل تحليلي (علم فرایض و ارث: درآمدی تحلیلی)، ۱۹۹۴م.
- أحكام بيع وشراء حلي الذهب والفضة (احکام خرید و فروش زیورآلات طلا و نقره)، ۱۹۹۹م.
- الخطر والتأمين: هل التأمين التجاري جائز شرعًا؟ (ریسک و بیمه: آیا بیمهٔ تجاری از نظر شرعی جایز است؟)، ۲۰۰۰م.
- الغزالي اقتصاديًا (اندیشه اقتصادی غزالی)، صدر عام ۲۰۰۷م.
- الاقتصاد والأخلاق (اقتصاد و اخلاق)، ۲۰۰۷م.
- الأزمة المالية العالمية: هل نجد لها في الإسلام حلا؟ (بحران مالی جهانی: آیا در اسلام راه‌حلی برای آن یافت می‌شود؟)، ۲۰۱۰م.
- بحوث في الزكاة (پژوهش‌هایی در زمینهٔ زکات)، صدر عام ۱۹۹۹م.
- بحوث في فقه المعاملات المالية (پژوهش‌هایی در فقه معاملات مالی)، ۱۹۹۹م.
- بحوث في المواريث (پژوهش‌هایی دربارهٔ ارث)، صدر عام ۱۹۹۹م.
- بحوث اقتصادية (پژوهش‌های اقتصادی)، صدر عام ۱۹۹۹م.
- الأوقاف فقهًا واقتصادًا (وقف از منظر فقهی و اقتصادی)، ۱۹۹۹م.
- الربا والحسم الزمني في الاقتصاد الإسلامي (ربا و تنزیل زمانی در اقتصاد اسلامی)، ۱۹۹۹م.
- بيع العربون وبعض المسائل المستحدثة فيه (بیع عربون و برخی مسائل نوظهور مربوط به آن)، ۱۹۹۹م.
- شركة الوجوه: دراسة تحليلية (شرکت وجوه: مطالعه‌ای تحلیلی)، صدر عام ۱۹۹۹م.
- مشاركة وسائل الإنتاج في الربح (مشارکت ابزار تولید در سود)، ۱۹۹۹م.
- آثار التضخم على العلاقات التعاقدية في المصارف الإسلامية والوسائل المشروعة للحماية (آثار تورم بر روابط قراردادی در بانک‌های اسلامی و ابزارهای مشروع برای حفاظت)، صدر عام ۱۹۹۹م.
- مناقصات العقود الإدارية: عقود التوريد ومقاولات الأشغال العامة (مناقصات قراردادهای اداری: قراردادهای تأمین و پیمانکاری پروژه‌های عمومی)، ۱۹۹۹م.
- النجش والمزايدة والمناقصة والممارسة (نجش، مزایده، مناقصه و معاملهٔ مستقیم)، ۱۹۹۹م.
- الإسلام والنقود (اسلام و پول)، ۲۰۰۰م.
- ربا القروض وأدلة تحريمه (ربای قرض و دلایل حرمت آن)، ۲۰۰۰م.
- المصارف الإسلامية (بانک‌های اسلامی)، ۲۰۰۰م.
- النظام المصرفي الإسلامي (نظام بانکی اسلامی)، ۲۰۰۰م.
- إسهامات الفقهاء في الفروض الأساسية لعلم الاقتصاد (سهم فقیهان در مفروضات بنیادین علم اقتصاد)، ۲۰۰۰م.
- بحوث في الاقتصاد الإسلامي (پژوهش‌هایی در اقتصاد اسلامی)، صدر عام ۲۰۰۰م.
- بحوث في المصارف الإسلامية (پژوهش‌هایی دربارهٔ بانک‌های اسلامی)، ۲۰۰۰م.
- النماء في زكاة المال (رشد در زکات مال)، ۲۰۰۵م.
- زكاة الديون (زکات بدهی‌ها)، ۲۰۰۵م.
- المحصول في علوم الزكاة (محصول در علوم زکات)، ۲۰۰۵م.
- المجموع في الاقتصاد الإسلامي (مجموعهٔ اقتصاد اسلامی)، ۲۰۰۵م.
- فشل الأسواق المالية (البورصات) (شکست بازارهای مالی [بورس‌ها])، ۲۰۰۶م.
- غلاء الأسعار (افزایش قیمت‌ها / گرانی)، ۲۰۰۸م.
- الفكر الاقتصادي الإسلامي (اندیشهٔ اقتصادی اسلامی)، ۲۰۰۹م.
- مصرف التنمية الإسلامي: محاولة جديدة في الربا والفائدة والبنك (بانک توسعهٔ اسلامی: تلاشی نو در زمینهٔ ربا، بهره و بانک)، ۱۹۸۶م.
- بيع المرابحة للآمر بالشراء في المصارف الإسلامية (فروش مرابحه به سفارش خریدار در بانک‌های اسلامی)، ۱۹۸۷م.
- الربا والفائدة: دراسة اقتصادية مقارنة، بالاشتراك مع محمد رياض الأبرش (ربا و بهره: مطالعه‌ای تطبیقی در اقتصاد، با همکاری محمد ریاض الأبرش)، ۱۹۹۸م.
- لغز النماء في زكاة المال (راز رشد در زکات مال)، ۲۰۰۰م.
- الفكر الاقتصادي عند الجويني (اندیشهٔ اقتصادی نزد الجوینی)، ۲۰۰۰م.
- أصل الكلام في القرآن (خاستگاه کلام در قرآن)، ۲۰۱۰م (کتاب الکترونیکی).

## افتخارات
- جایزه بانک توسعه اسلامی (در اقتصاد اسلامی) ـ جده، سال ۱۹۹۶م.
- جایزه دانشگاه الزرقاء الاهلیه در اردن، به مناسبت برگزاری ششمین همایش دانشکده شریعت با عنوان: «مسائل مالی معاصر از منظر اسلامی») ـ سال ۲۰۰۴م.